# Willie Akins
Willie Akins (Webster Groves (Misuri), 10 de abril de 1939 – San Luis (Misuri), 2 de octubre de 2015) fue un músico de jazz estadounidense. Después de once años en Nueva York, estuvo en activo entre 1968 y 2015, sobre todo muy presente en la escena musical de Saint Louis.

## Biografía
Akins inicialmente aprendió mediante grabaciones. En 1957, se mudó a la ciudad de Nueva York para trabajar como músico, pero en 1961 produjo su primer disco cuando estaba en Chicago, tocando en la banda de Bobby Bryant. También participó en la grabación de las obras de Groove Holmes (Swedish Lullaby, 1984). En 1968, regresó a su ciudad natal, donde en los años siguientes, actuó con su propio cuarteto y presentó dos álbumes con su propio nombre, Alima and the St. Louis Connection. También enseñó en la Facultad de Estudios de Jazz de la Universidad de Webster. En el campo del jazz, Akins participó entre 1961 y 2012 en nueve sesiones de grabación. Murió el 2 de octubre de 2015 en St. Louis, Missouri.

## Discografía
- Alima (1997)
- The Sound of St. Louis (2000)
- The St. Louis Connection (ca. 2012), with Montez Coleman